# Sous-préfecture de Capela do Socorro
 (septembre 2022).
La mise en forme du texte ne suit pas les recommandations de Wikipédia : il faut le « wikifier ».
Les points d'amélioration suivants sont les cas les plus fréquents. Le détail des points à revoir est peut-être précisé sur la page de discussion.
- Les titres sont pré-formatés par le logiciel. Ils ne sont ni en capitales, ni en gras.
- Le texte ne doit pas être écrit en capitales (les noms de famille non plus), ni en gras, ni en italique, ni en « petit »…
- Le gras n'est utilisé que pour surligner le titre de l'article dans l'introduction, une seule fois.
- L'italique est rarement utilisé : mots en langue étrangère, titres d'œuvres, noms de bateaux, etc.
- Les citations ne sont pas en italique mais en corps de texte normal. Elles sont entourées par des guillemets français : « et ».
- Les listes à puces sont à éviter, des paragraphes rédigés étant largement préférés. Les tableaux sont à réserver à la présentation de données structurées (résultats, etc.).
- Les appels de note de bas de page (petits chiffres en exposant, introduits par l'outil «  Source ») sont à placer entre la fin de phrase et le point final[comme ça].
- Les liens internes (vers d'autres articles de Wikipédia) sont à choisir avec parcimonie. Créez des liens vers des articles approfondissant le sujet. Les termes génériques sans rapport avec le sujet sont à éviter, ainsi que les répétitions de liens vers un même terme.
- Les liens externes sont à placer uniquement dans une section « Liens externes », à la fin de l'article. Ces liens sont à choisir avec parcimonie suivant les règles définies. Si un lien sert de source à l'article, son insertion dans le texte est à faire par les notes de bas de page.
- La présentation des références doit suivre les conventions bibliographiques. Il est recommandé d'utiliser les modèles {{Ouvrage}}, {{Chapitre}}, {{Article}}, {{Lien web}} et/ou {{Bibliographie}}. Le mode d'édition visuel peut mettre en forme automatiquement les références.
- Insérer une infobox (cadre d'informations à droite) n'est pas obligatoire pour parachever la mise en page.

Pour une aide détaillée, merci de consulter Aide:Wikification.
Si vous pensez que ces points ont été résolus, vous pouvez retirer ce bandeau et améliorer la mise en forme d'un autre article.
La sous-préfecture de Capela do Socorro est régie par la  loi no 13999 du 1er août 2002 et est l'une des 32 sous-préfectures de la municipalité de São Paulo. Il est composé de trois districts : Socorro, Grajaú et Cidade Dutra, qui occupent ensemble une superficie de 134,2 kilomètres carrés, habitée par plus de six cent quatre vingt (680) mille personnes, étant la sous-préfecture avec la plus grande population administrée dans la municipalité.
À partir de 1975, l'occupation de la région de Capela do Socorro est devenue légalement subordonnée à la loi pour la protection des sources et à la législation sur le zonage industriel.
Actuellement, la sous-préfecture de Capela do Socorro a le professeur et homme d'affaires, João Batista de Santiago,, comme sous-préfet, qui assumera le poste jusqu'en 2020.

## Histoire
La région comprenant Capela do Socorro était auparavant habitée par les Indiens Tupis, qui ont fini par devoir retourner dans la région de Parelheiros. La première occupation européenne remonte à 1827, lorsque 120 immigrants allemands débarquèrent par le port de Santos. Ces immigrants se sont installés en partie dans la région de Capela do Socorro. Malheureusement, il reste peu de cette occupation, avec les quelques familles restantes (les Shunks, Reebergs, Rochel, Hessel, Guilger da Silva, etc.).
Au début du XXe siècle, le projet de contrôle du débit de la rivière Tietê a commencé, la région a bénéficié du redressement de la rivière Pinheiros (réduction des zones humides) et de la construction du réservoir Guarapiranga (augmentation de l'approvisionnement énergétique). Avec l'avènement de la sécheresse de 1924, le projet s'est élargi avec la construction du réservoir Billings.
Avec la construction des barrages, il y a eu l'installation de diverses installations de loisirs publiques et privées (parcs, clubs, aires de loisirs, etc.), ainsi que la construction de la route Washington Luiz (actuelle avenue Washington Luis) et plus tard l'avenue Interlagos a fait de l'occupation des terres et de la spéculation immobilière un levier au cours de la seconde moitié du XXe siècle. Deux projets immobiliers qui se sont démarqués étaient Vila Friburgo et "Interlagos - Balneário Satélite de São Paulo", ce dernier construit par Auto Estradas S.A.
À partir des années 1940, la sous-préfecture de Santo Amaro a connu une forte augmentation du nombre d'industries, commençant à accueillir une partie de la croissance urbaine de la ville, ce qui a poussé de nombreux travailleurs de ces industries à chercher un logement à Capela do Socorro. Un exemple de ce type d'occupation était Cidade Dutra, qui a été planifiée et construite par Auto Estradas SA pour répondre à la demande résidentielle, et est devenue un vecteur de développement. Le développement industriel et urbain a été mis à profit dans les années 50, 60 et 70 avec la construction de la Marginal Pinheiros et l'expansion et la construction d'espaces publics.
En 1975, la Loi de Protection des Sources et la législation sur le zonage industriel mettent un "frein" au développement effréné, cherchant ainsi à maîtriser la qualité de l'environnement et la croissance. Dans cette même période, les premiers établissements irréguliers ont commencé à être vus, principalement à proximité des cours d'eau. On estime qu'il existe actuellement deux cents (200) quartiers irréguliers et deux cent vingt (220) favelas.

## Zone
Environ 90% de son extension est située dans une zone de protection des sources chargées d'approvisionner 30% de la population de la région métropolitaine de l'État de São Paulo. La mairie régionale de Capela de Socorro est conçue par les districts de Grajaú, Socorro et Cidade Dutra, avec une superficie de 134 kilomètres carrés, ce qui équivaut à 8,8% du territoire de la municipalité. La région de Capela de Socorro, située au sud de la municipalité de São Paulo, s'étend sur une vaste zone sous les canaux des rivières Guarapiranga et Jurubatuba, étant limitée au nord par la sous-préfecture de Santo Amaro à travers la rivière Jurubatuba, à l'ouest avec la sous-préfecture de M'Boi Mirim de l'autre côté du fleuve et le réservoir de Guarapiranga, à l'est avec la sous-préfecture de Cidade Ademar et les municipalités de São Bernardo do Campo et Diadema (séparées par le réservoir Billings), et enfin, au sud, avec la sous-préfecture de Parelheiros.

## Équipement public
- Bibliothèques
- Culture
- Garde municipale métropolitaine Capela do Socorro
- Unidade Descomplica SP Capela do Socorro[11]
- Banque du Brésil Capela do Socorro
- Éducation[12]
- Sports
- 99e Conseil du service militaire Capela do Socorro[13]
- Parcs
- Marchés
- UNISA - Université de Santo Amaro - Campus Interlagos
- Santé[14]
- Télécentres
- Transports[15],[16]
- Bom Prato
- Programa Acessa São Paulo
- Pompiers de Capela do Socorro
- Poste public d'accès à Internet
- 27e bataillon de la police militaire métropolitain[17]
- Districts de police civile : 102º DP Socorro, 101º DP Jd. Imbuias, 85º DP Jd. Mirna, 48º DP Cidade Dutra[18].
- Championnat municipal de football amateur de São Paulo

## Transport public
Capela do Socorro dispose de quatre gares CPTM en pleine activité et une en construction, à savoir :
- Gare d'Autódromo, tire son nom de sa proximité avec le circuit automobile d'Interlagos;
- Gare de Primavera-Interlagos ;
- Gare de Grajaú, cette gare est adjacente à la gare routière urbaine du même nom ;
- Gare de Bruno Covas/Mendes–Vila Natal ;
- Gare de Varginha (en construction), à côté de la gare, le nouveau terminus de bus urbain du même nom sera construit.

La sous-préfecture compte deux terminus d'autobus urbains, gérés par SPTrans, à savoir :
- Terminus Grajaú, adjacent à la gare du même nom;
- Terminus Varginha, ce terminus se déplacera à l'avenir vers un emplacement plus proche de Jardim Varginha, actuellement ce terminus est situé dans les limites du quartier de Parelheiros.

## Réservoirs
Il a été créé, à partir des Réservoirs, une capacité de loisirs jusqu'alors inconnue dans la Région, assurant une forte spéculation immobilière autour des lotissements pour la construction d'équipements de loisirs. Les vastes zones autour des barrages ont commencé à être caractérisées par la présence de Country Clubs, de Clubs Nautiques et de Balnéaires et de Fermes récréatives.